# Cruriraja durbanensis
Espèce
Statut de conservation UICN

 DD  : Données insuffisantes
Cruriraja durbanensis est une espèce de raies.

## Publication originale
- von Bonde & Swar, 1923 :  The Platosomia (skates and rays) collected by the S. S. "Pickle". Report Fisheries and Marine Biological Survey, Union of South Africa,  vol. 3, n. 5, p. 1-22.